# Qualificazioni al campionato mondiale di calcio 2018 - UEFA - Fase a gironi, gruppo H
Questo è il gruppo H, uno dei 9 gruppi sorteggiati dalla FIFA valevoli per le qualificazioni al campionato mondiale di calcio 2018 per la UEFA. Il gruppo è composto da 6 squadre che sono: Belgio (testa di serie e posizione numero 3 del ranking mondiale al momento del sorteggio), Bosnia ed Erzegovina (seconda fascia e posizione 26 del ranking), Grecia (terza fascia e posizione 44), Estonia (quarta fascia e posizione 82) e Cipro (quinta fascia e posizione 85). Nel mentre è stato aggiunto Gibilterra . Totale di 10 giornate al termine delle quali la squadra prima in classifica si qualificherà direttamente alla fase finale del mondiale mentre la squadra seconda classificata, se risulterà tra le 8 migliori seconde, dovrà disputare un turno di spareggio per ottenere la qualificazione al mondiale 2018.

## Classifica
| Pos. | Squadra              | Pt | G  | V | N | P  | GF | GS | DR  |
| ---- | -------------------- | -- | -- | - | - | -- | -- | -- | --- |
| 1.   | Belgio               | 28 | 10 | 9 | 1 | 0  | 43 | 6  | +37 |
| 2.   | Grecia               | 19 | 10 | 5 | 4 | 1  | 17 | 6  | +11 |
| 3.   | Bosnia ed Erzegovina | 17 | 10 | 5 | 2 | 3  | 24 | 13 | +11 |
| 4.   | Estonia              | 11 | 10 | 3 | 2 | 5  | 13 | 19 | -6  |
| 5.   | Cipro                | 10 | 10 | 3 | 1 | 6  | 9  | 18 | -9  |
| 6.   | Gibilterra           | 0  | 10 | 0 | 0 | 10 | 3  | 47 | -44 |

Il regolamento prevede i seguenti criteri (in ordine d'importanza dal primo all'ultimo) per stabilire la classifica del girone:
- Maggior numero di punti ottenuti
- Miglior differenza reti
- Maggior numero di gol segnati

Nel caso in cui due o più squadre siano pari nei criteri sopraddetti, per determinare quale formazione sia avanti si considera:
- Maggior numero di punti ottenuti negli incontri fra le squadre a pari punti
- Miglior differenza reti negli incontri fra le squadre a pari punti
- Maggior numero di gol segnati negli incontri fra le squadre a pari punti
- Maggior numero di gol segnati in trasferta negli incontri fra le squadre a pari punti
- Miglior punteggio nella graduatoria del fair play
- Sorteggio a opera del Comitato Organizzativo della FIFA

## Risultati

### 1ª giornata
| Arbitro: | Felix Zwayer |

|  |           |                              |
|  | Marcatori | 13’, 61’ Lukaku 81’ Carrasco |

| Arbitro: | Miroslav Zelinka |

|                                                               |           |  |
| Spahić 7’, 90+2’ Džeko 23’ (rig.) Medunjanin 71’ Ibišević 83’ | Marcatori |  |

| Arbitro: | Jakob Kehlet |

|            |           |                                                              |
| Walker 26’ | Marcatori | 10’ Mītroglou 44’ (aut.) Wiseman 45’ Fortounīs 47’ Torosidīs |

### 2ª giornata
| Arbitro: | Martin Atkinson |

|                                                          |           |  |
| Spahić 26’ (aut.) Hazard 29’ Alderweireld 60’ Lukaku 79’ | Marcatori |  |

| Arbitro: | Aleksei Eskov |

|                                          |           |  |
| Käit 47’, 70’ Vassiljev 52’ Mošnikov 88’ | Marcatori |  |

| Arbitro: | Pavel Královec |

|                            |           |  |
| Mītroglou 12’ Mantalos 42’ | Marcatori |  |

### 3ª giornata
| Arbitro: | Javier Estrada Fernández |

|                |           |  |
| Dzeko 70’, 80’ | Marcatori |  |

| Arbitro: | István Vad |

|  |           |                             |
|  | Marcatori | 2’ Torosidīs 61’ Stafylidīs |

| Arbitro: | Paweł Raczkowski |

|  |           |                                                        |
|  | Marcatori | 1’, 42’, 59’ Benteke 19’ Witsel 51’ Mertens 79’ Hazard |

### 4ª giornata
| Arbitro: | Aliyar Aghayev |

|                                    |           |              |
| Laïfīs 29’ Sōtīriou 65’ Sielis 87’ | Marcatori | 51’ Casciaro |

| Arbitro: | Alexandru Tudor |

|                                                                                       |           |           |
| Meunier 8’ Mertens 16’, 68’ Hazard 25’ Carrasco 62’ Klavan 64’ (aut.) Lukaku 83’, 88’ | Marcatori | 29’ Anier |

| Arbitro: | Jonas Eriksson |

|                 |           |                     |
| Tzavellas 90+5’ | Marcatori | 32’ (aut.) Karnezīs |

### 5ª giornata
| Arbitro: | Svein-Erik Edvartsen |

|                                                         |           |  |
| Ibišević 4’, 43’ Vršajević 52’ Višća 56’ Bičakčić 90+4’ | Marcatori |  |

| Nicosia 25 marzo 2017, ore 18:00 CET | Cipro            | 0 – 0 referto | Estonia | GSP Stadium (3 864 spett.)\| Arbitro: \| Ville Nevalainen \| |
| Arbitro:                             | Ville Nevalainen |               |         |                                                              |

| Arbitro: | Felix Brych |

|               |           |               |
| R. Lukaku 89’ | Marcatori | 46’ Mitroglou |

### 6ª giornata
| Zenica 9 giugno 2017, ore 20:45 CEST | Bosnia ed Erzegovina | 0 – 0 referto | Grecia | Stadion Bilino Polje (11 000 spett.)\| Arbitro: \| Nicola Rizzoli \| |
| Arbitro:                             | Nicola Rizzoli       |               |        |                                                                      |

| Arbitro: | Nikola Popov |

|               |           |                                     |
| Hernandez 30’ | Marcatori | 10’ (aut.) R.Chipolina 87’ Sotiriou |

| Arbitro: | John Beaton |

|  |           |                        |
|  | Marcatori | 31’ Mertens 86’ Chadli |

### 7ª giornata
| Arbitro: | Andre Marriner |

|                                      |           |                      |
| Christofi 65’ Laban 67’ Sotiriou 76’ | Marcatori | 33’ Šunjić 44’ Višća |

| Arbitro: | Neil Doyle |

|                                                                                           |           |  |
| Mertens 16’ Meunier 18’, 61’, 67’ R. Lukaku 21’, 38’, 82’ (rig.) Witsel 27’ E. Hazard 45’ | Marcatori |  |

| Il Pireo 31 agosto 2017, ore 20:45 CEST | Grecia      | 0 – 0 referto | Estonia | Stadio Geōrgios Karaiskakīs (12 379 spett.)\| Arbitro: \| Liran Liany \| |
| Arbitro:                                | Liran Liany |               |         |                                                                          |

### 8ª giornata
| Arbitro: | Adrien Jaccottet |

|            |           |  |
| Käit 90+2’ | Marcatori |  |

| Arbitro: | Szymon Marciniak |

|          |           |                           |
| Zeca 73’ | Marcatori | 70’ Vertonghen 74’ Lukaku |

| Arbitro: | Thorvaldur Árnason |

|  |           |                                    |
|  | Marcatori | 35’, 85’ Džeko 66’ Kodro 84’ Lulić |

### 9ª giornata
| Arbitro: | Fran Jović |

|  |           |                                                 |
|  | Marcatori | 10’ Luts 30’ Käit 38’ Zenjov 52’, 66’, 77’ Tamm |

| Arbitro: | Willie Collum |

|                                    |           |                                                      |
| Medunjanin 30’ Višća 39’ Đumić 82’ | Marcatori | 4’ Meunier 59’ Batshuayi 68’ Vertonghen 84’ Carrasco |

| Arbitro: | Alberto Undiano Mallenco |

|              |           |                           |
| Sotiriou 17’ | Marcatori | 25’ Mitroglou 26’ Tziolis |

### 10ª giornata
| Arbitro: | Vladislav Bezborodov |

|             |           |                   |
| Antonov 75’ | Marcatori | 48’, 84’ Hajrović |

| Arbitro: | Luca Banti |

|                                                       |           |  |
| E. Hazard 12’, 63’ (rig.) T. Hazard 52’ R. Lukaku 78’ | Marcatori |  |

| Arbitro: | Giorgi Kruashvili |

|                                                 |           |  |
| Torosidis 32’ Mitroglou 61’, 63’ Gianniotas 78’ | Marcatori |  |

## Statistiche

### Classifica marcatori
Ultimo aggiornamento: 10 ottobre 2017
11 gol
- Romelu Lukaku (1 rig.)

6 gol
- Eden Hazard (1 rig.)
- Kōstas Mītroglou

5 gol
- Thomas Meunier
- Dries Mertens
- Edin Džeko (1 rig.)

4 gol
- Pieros Sōtīriou
- Mattias Käit

3 gol
- Christian Benteke
- Yannick Carrasco
- Vedad Ibišević
- Edin Višća
- Joonas Tamm
- Vasilīs Torosidīs

2 gol
- Jan Vertonghen
- Axel Witsel
- Izet Hajrović
- Haris Medunjanin
- Emir Spahić

1 gol
- Toby Alderweireld
- Michy Batshuayi
- Nacer Chadli
- Thorgan Hazard
- Ermin Bičakčić
- Dario Đumić
- Kenan Kodro
- Senad Lulić
- Miralem Pjanić
- Toni Šunjić
- Avdija Vršajević

- Demetris Christofi
- Vincent Laban
- Kōstas Laïfīs
- Valentinos Sielīs
- Henri Anier
- Ilja Antonov
- Siim Luts
- Sergei Mošnikov
- Konstantin Vassiljev
- Sergei Zenjov
- Lee Casciaro

- Anthony Hernandez
- Liam Walker
- Kōstas Fortounīs
- Giannīs Gianniōtas
- Petros Mantalos
- Kōstas Stafylidīs
- Geōrgios Tzavellas
- Alexandros Tziolīs
- Zeca

Autoreti
- Emir Spahić (1 pro  Belgio)
- Roy Chipolina (1 pro  Cipro)
- Scott Wiseman (1 pro  Grecia)
- Orestīs Karnezīs (1 pro  Bosnia ed Erzegovina)